# La verdad sobre el caso Savolta
La verdad sobre el caso Savolta  es la primera obra del escritor español Eduardo Mendoza, publicada en 1975, y que obtuvo el Premio de la Crítica de narrativa castellana. La novela fue titulada en un principio Los soldados de Cataluña, pero el autor hubo de rebautizarla por la censura. Con una gran variedad de personajes, la novela deja entrever la intrahistoria de una época compleja y de una ciudad, la Barcelona de los años del pistolerismo, entre 1917 y 1919, al socaire de la Primera Guerra Mundial y de sus consecuencias.

## Argumento

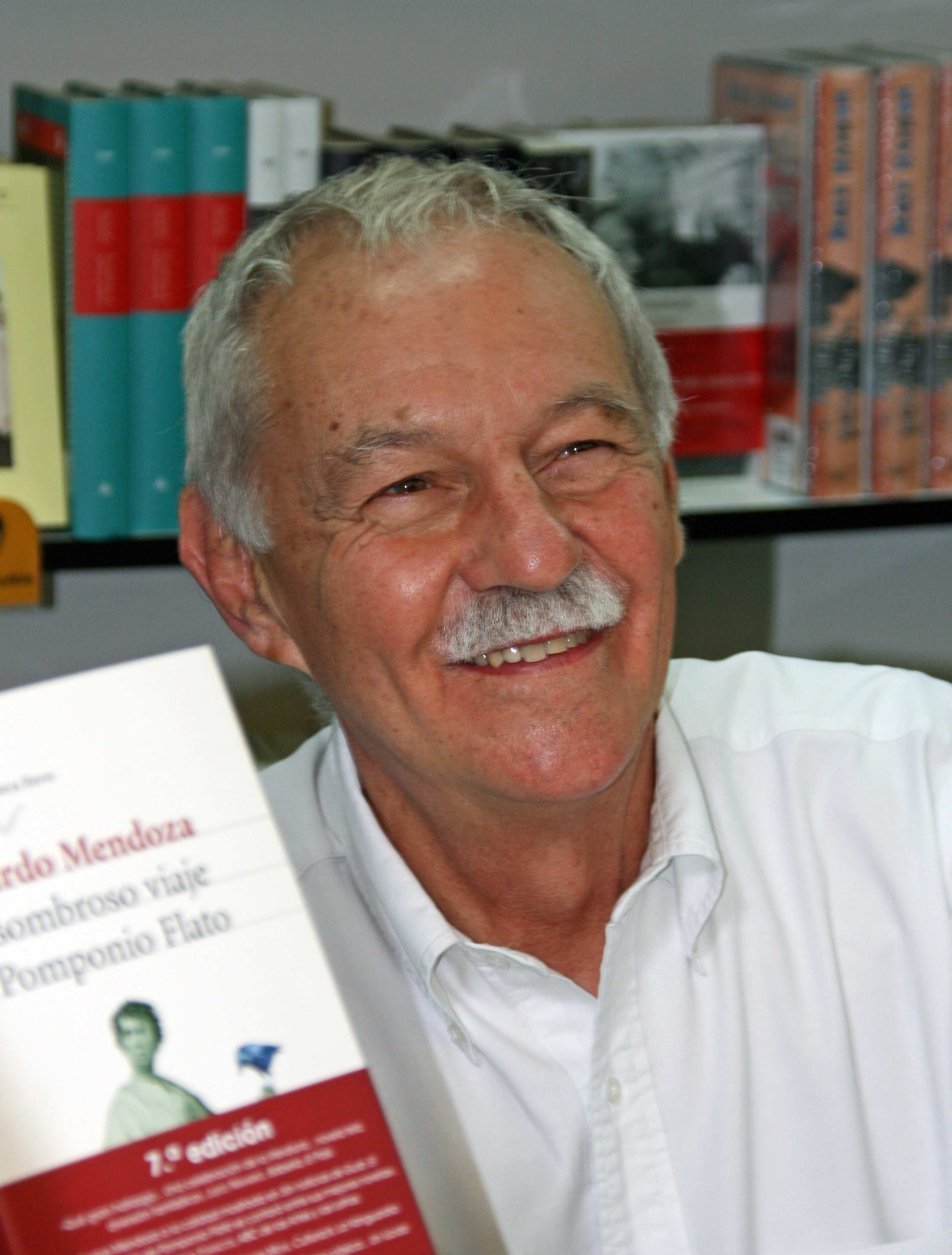
El autor en 2008

El protagonista, Javier Miranda, es un chico vallisoletano que viaja a Barcelona a principios del siglo XX en busca de trabajo. Empieza en un despacho de abogados a cargo de Cortabanyes y pronto conoce al que será su mentor, el empresario francés Paul André Lepprince.
La obra narra los turbios sucesos que llevaron a cabo, sobre todo Lepprince, por las ansias de poder. También se trata el tema del amor, a través de la enigmática y fascinante María Coral, quien vuelve loco de amor a Lepprince.
El texto finaliza con grandes revueltas de los trabajadores en Barcelona y con la muerte de Lepprince en extrañas circunstancias. Tras este suceso, Miranda emigra con su esposa a Nueva York.

## Elementos de la obra
La narración corresponde al relato del testimonio en un juicio celebrado diez años después, compuesto por las memorias del protagonista y los relatos de otros personajes secundarios, como Nemesio Cabra, sobre el caso de la empresa Savolta. Junto a esos relatos hay documentos judiciales y policiales.
Los hechos se desarrollan mayoritariamente en Barcelona en 1918, una época en la cual hay una gran inseguridad pues la clase obrera se levanta en huelgas para reclamar lo que es suyo, y la alta burguesía trata de mantener sus posiciones utilizando incluso la violencia de matones contratados a sueldo para amedrentar a los instigadores. La ciudad y los símbolos urbanos se convierten en un elemento protagonista de la trama.
Son frecuentes las secuencias retrospectivas, lo cual da una perspectiva cinematográfica, constituyendo una novela rompecabezas. En la última parte, sin embargo, se da una narración clásica y lineal.
La obra presenta a su vez toda una variedad de géneros (pastiche, propaganda, texto histórico, etc.), así como un marcado sentido del humor.

## Personajes
- Javier Miranda[2] se presenta como el peor del relato. Presenta rasgos que lo relacionan con el antihéroe de la novela picaresca: como Lázaro de Tormes, da cuenta de su “caso”, de cómo ha llegado a su situación actual; como él, aspira a mejorar su estatus, aún a costa de contraer matrimonio con la amante de su jefe, Lepprince. Es el sujeto pasivo que desconoce los acontecimientos y que prefiere ignorarlos.
- Nemesio Cabra Gómez. Su nombre también remite a la picaresca, al licenciado Cabra del Buscón. Se caracteriza por su locura y por la manipulación que ejercen sobre él los anarquistas, la policía y algunos personajes poderosos. Es el único conocedor de la verdad, pero nadie le escucha, pese a que todos intentan sonsacarle información. Como sucede en el Quijote, solo la locura encierra la verdad, cuya búsqueda es imposible en una sociedad injusta. Como Lázaro de Tormes, explica su “caso” al Comisario Vázquez.
- Lepprince es el tercer personaje protagonista. Es un “malo” que remite a los prototipos de los mafiosos del cine (guapo, refinado, sin escrúpulos). En la novela se relata su ascensión en la alta burguesía catalana de la época. La visión que de él se ofrece es diversa: para algunos es un matarife; para su mujer, un gran hombre; para Javier Miranda resulta fascinante. Su muerte queda sin aclarar.
- Otros personajes de La verdad sobre el caso Savolta son el Comisario Vázquez, que investiga las muertes de Pajarito de Soto y de los socios de la empresa Savolta. Su labor la continuará el Sargento Totorno.

## Adaptación cinematográfica
La novela de Eduardo Mendoza fue llevada al cine por Antonio Drove en 1979 con el mismo título. Fueron guionistas Antonio Drove y Antonio Larreta y en su reparto contó con actores como José Luis López Vázquez, Ovidi Montllor, Charles Denner, Stefania Sandrelli y Omero Antonutti.